# 菲律宾社会与革命
《菲律宾社会与革命》（英語：Philippine Society and Revolution，缩写为PSR，缩写为LRP）是何塞·马利亚·西松（化名为阿马多·格雷罗）著作。撰写于1970年菲律宾一季风暴前后，1971年首次出版，1972年出版中文版（内部发行）。此后又多次再版，2006年出版第五版，署原名。该书序言称，该书从马克思主义、列宁主义、毛泽东思想的立场出发，介绍菲律宾的历史、社会结构和革命性的解决方案（人民民主革命）。

## 历史
1968年前后，西松等发起第一次大整风运动，随后重建菲律宾共产党（菲共），西松任新菲共中央委员会的主席。1969年，西松等建立新人民军，重新开始武装斗争。随后，西松在他的同志的帮助下，开始撰写后来成为《菲律宾社会与革命》的文字。1969年10月，《菲律宾社会与革命》第一版油印出版。于1970年6月开始在《菲律宾大学生》（菲律宾大学迪里曼分校学生会官方刊物）上连载。同年也于《大公报》连载。1971年，作为书籍出版，署化名。同年出版菲律宾文版。1972年，另一出版社出版菲律宾文版。同年，中文版出版（内部发行）。1973年，德文版出版。另有土耳其文版。2006年出版第五版，署原名。

## 内容
第一章讲述菲律宾的地理和人口特征，随后以唯物史观叙述菲律宾历史。第二章描述了菲律宾社会及其基本问题，该书认为菲律宾是半殖民地半封建社会，美帝国主义、封建主义和官僚资本主义是三个基本问题，他们剥削菲律宾人民。该书认为，只有在马克思主义、列宁主义、毛泽东思想指导下，由无产阶级革命党菲律宾共产党领导人民进行民族民主革命，才能推翻美帝国主义、封建主义和官僚资本主义。民族民主革命完成后，要继续进行社会主义革命。该书分析了菲律宾的阶级，描述了菲律宾革命在政治、军事、经济、文化、外交上的目标和愿景。

## 争议
一些人指责该书剽窃。亚历克斯·马格诺称，西松“剽窃了一名印度尼西亚毛主义者的著作，后者反过来简单地应用了毛泽东对中国社会的基本分析来解释印度尼西亚社会”。一般认为这里指的是印度尼西亚共产党领导人艾地著作《印度尼西亚社会与印度尼西亚革命》。
约瑟夫·斯卡利斯认为，《菲律宾社会与革命》和《印度尼西亚社会与印度尼西亚革命》都遵循毛泽东在其1939年文章《中国革命和中国共产党》中首先建立的模式。他表示，剽窃指控是“荒谬的”。拉蒙·吉列尔莫在使用n元语法分析两个文本后认为抄袭指控毫无根据。西松本人反驳了这一指控，并称，1965-1966年的印度尼西亚大屠杀后，他阅读了“1966年印尼共政治局的自我批评，自我批评指出了艾地的思想、政治和组织上的错误”。

## 评论
《菲律宾社会与革命》的思想塑造了菲律宾政治。菲律宾共产党认为该书是其主要参考和指导。
民族民主运动的一些参与者同意西松的许多分析，但没有参与武装斗争。该书被许多菲律宾活动家称为“向导和路标”。
小埃·圣胡安认为此书是西松的“非凡成就”。“菲律宾群众最终获得了反霸权的声音，释放了其长期被压抑的时代精神化身的能量，并使革命机构重新启动。”
前菲共干部、第二次大整风运动期间脱党的波波伊出版《菲律宾社会与革命：持久战争的半封建借口》（英語：PSR: The Semifeudal Alibi for Protracted War），认为菲律宾不是半封建的。另有人认为该书是“民族主义文件”，“忽视马克思主义史和全球发展”。